# Estaciones del Éxodo

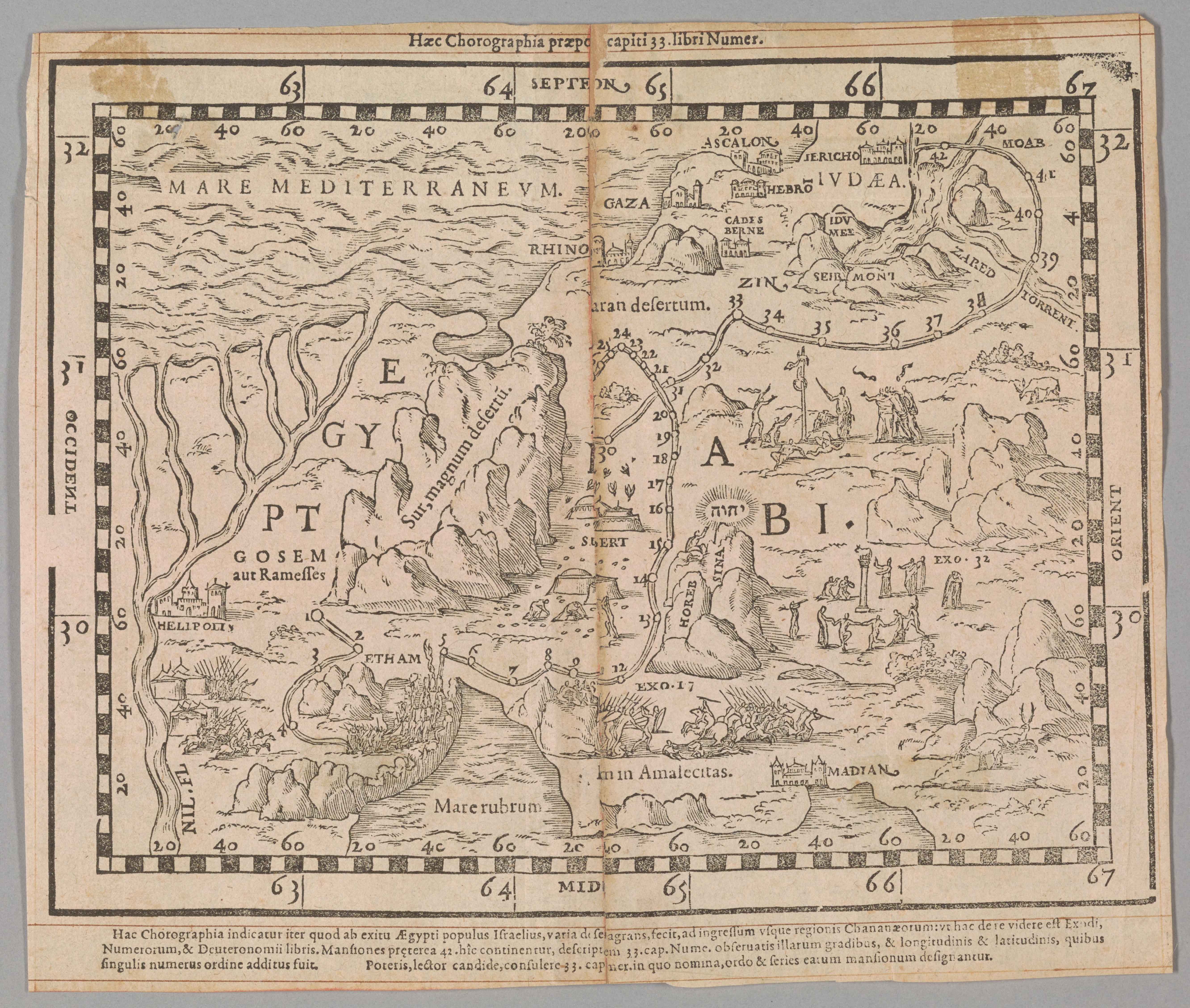
Guillaume Postel, 1555 Hæc chorographia præpocapiti 33. libri numer

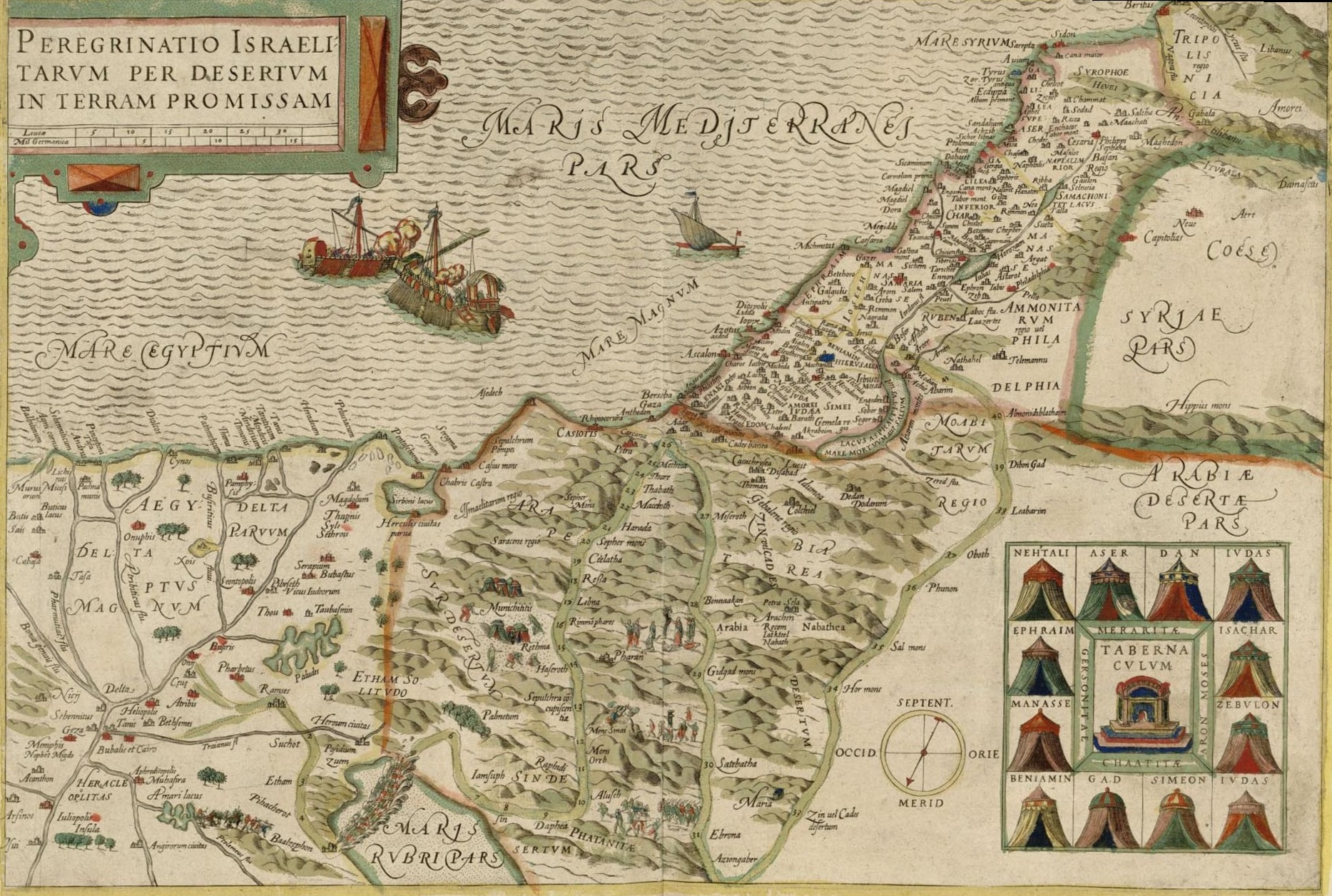
1641 Mapa de las peregrinaciones por el desierto

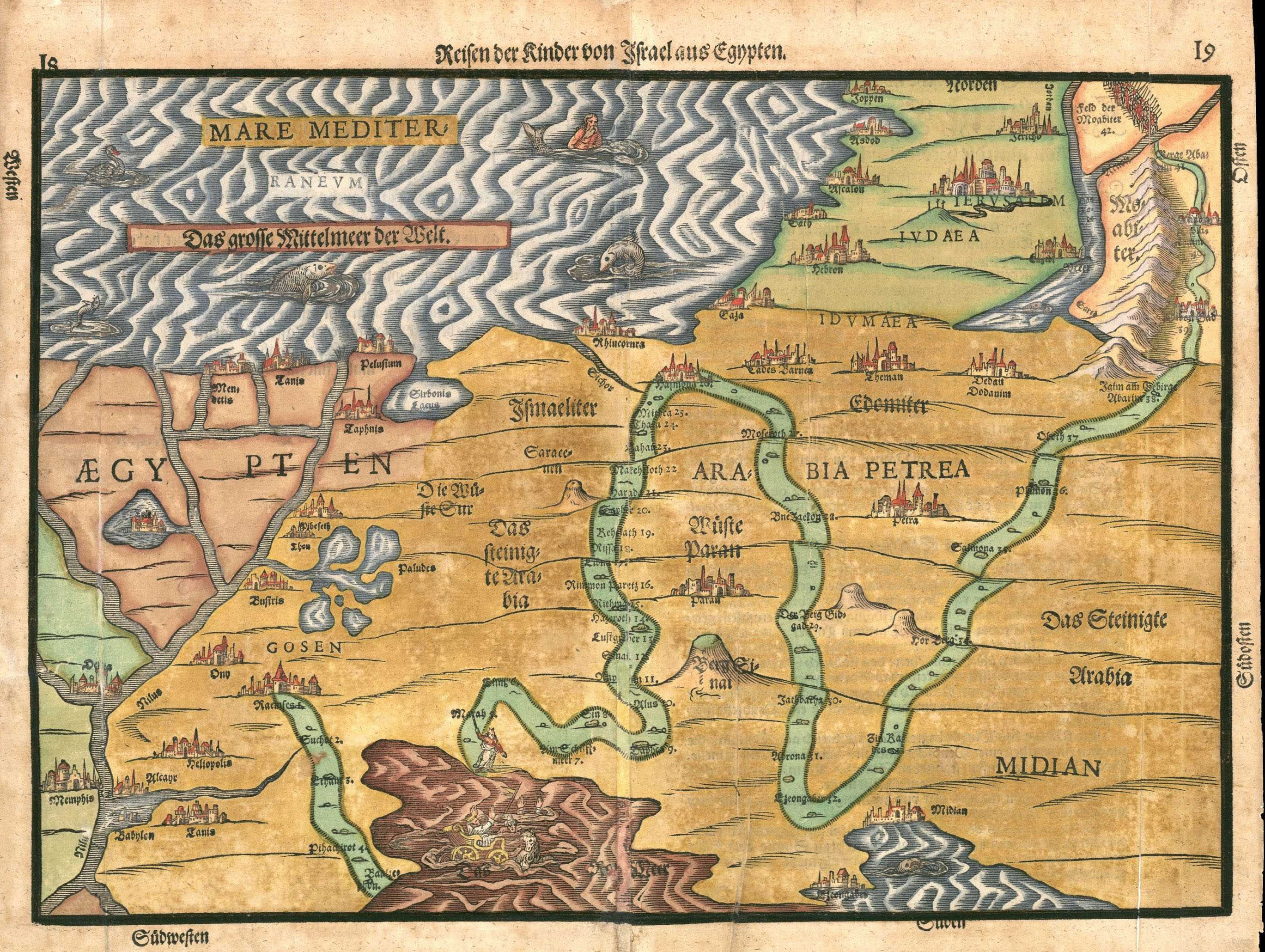
1585 Mapa del Éxodo

Tilemann Stella“s 1557 ”'Itinera Israelitarum ex Aegypto

Las estaciones del Éxodo son los lugares visitados por los israelitas tras su éxodo de Egipto, según la Biblia hebrea. En el itinerario que aparece en Números 33, se enumeran cuarenta y dos estaciones, aunque esta lista difiere ligeramente del relato narrativo del viaje que se encuentra en el Éxodo y el Deuteronomio.
Comentaristas bíblicos como San Jerónimo en su Epístola a Fabiola, Beda (Carta a Acca: «De Mansionibus Filiorum Israhel») y San Pedro Damián discutieron las Estaciones según los significados hebreos de sus nombres. Dante se inspiró en ellos para escribir los 42 capítulos de su Vita Nuova.

## Localización de las estaciones
Intentar localizar muchas de las estaciones del Éxodo israelita es una tarea difícil, si no imposible. Aunque la mayoría de los estudiosos admiten que la narración del Éxodo puede tener una base histórica, el acontecimiento en cuestión habría tenido poco que ver con la emigración masiva y los cuarenta años de nomadismo en el desierto descritos en el relato bíblico. Si realmente tuvo lugar un éxodo a menor escala, no se ha encontrado ningún rastro de él en los registros arqueológicos, por lo que la arqueología no puede dar pistas sobre la ubicación actual de las estaciones.
Otro factor que complica la cuestión es que las descripciones narrativas de muchas de las estaciones carecen de rasgos distintivos reconocibles o están definidas de forma muy amplia. Por ejemplo, Marah, la quinta estación, se describe únicamente como un lugar donde los israelitas encontraron agua para beber que era excepcionalmente amarga. La ubicación de algunas estaciones se da en términos relativos, como el «desierto de Sin», que se describe simplemente como la zona entre Elim y el monte Sinaí, lo que, dada la ubicación incierta de las numerosas estaciones, no puede determinarse con certeza. Otros lugares fundamentales para la narración, como el Mar Rojo, el monte Sinaí y Ramsés, tampoco pueden identificarse con certeza, lo que dificulta aún más trazar un mapa plausible del viaje de los israelitas. Por lo tanto, las identificaciones propuestas de las estaciones del Éxodo son casi en su totalidad conjeturas.

## Lista de las estaciones del Éxodo
| Estación                     | Referencia bíblica                    | Descripción                                                                           | Posible ubicación |
| ---------------------------- | ------------------------------------- | ------------------------------------------------------------------------------------- | --- |
| Ramsés                       | Éxodo 12:37; Números 33:3             | El distrito de Ramsés era la tierra de mayor calidad de Egipto (Génesis 47:11).       | Pi-Ramses |
| Sukkoth                      | Éxodo 12:37, 13:20; Números 33:5-6    |                                                                                       | La región de Wadi Tumilat, o una ciudad de la región, como Tell el-Maskhuta |
| Etham                        | Éxodo 13:20; Números 33:6–8           | «En el límite del desierto»                                                           | Desconocido, pero posiblemente cerca de la actual Ismailia |
| Pi-HaHiroth                  | Éxodo 14:2; Números 33:7-8            | «Entre Migdol y el mar, frente a Baal-Zefón»                                          | Posiblemente un canal en la frontera oriental de Egipto |
| Marah                        | Éxodo 15:23; Números 33:8–9           | Un lugar donde el agua era demasiado amarga para beber                                | Bir el-Mura o Ain Hawarah, a cincuenta millas al sur de Suez |
| Elim                         | Éxodo 15:27, 16:1; Números 33:9-10    | «Donde había doce manantiales y setenta palmeras».                                    | Wadi Gharandel |
| Junto al Yam Suph o Mar Rojo | Núm. 33:10–11                         |                                                                                       | Posiblemente alrededor del Golfo de Suez: 720 |
| Desierto de Sin              | Éxodo 16:1, 17:1; Números 33:11–12    | Entre Elim y el monte Sinaí; aquí Dios provee codornices y maná                       | |
| Dophkah                      | Núm. 33:12–13                         |                                                                                       | Wadi Maghara: 721 |
| Alush                        | Núm. 33:13–14                         |                                                                                       | Wadi 'Esh: 723 |
| Rephidim                     | Éx. 17:1, 19:2; Núm. 33:14–15         | Moisés saca agua de la roca de Horeb; los israelitas luchan contra los amalecitas     | Wadi Refayid |
| Desierto del Sinaí           | Éxodo 19:1–2; Números 10:12, 33:15–16 | Cerca del Monte Sinaí                                                                 | Posiblemente la región alrededor de Jebel Musa: 723 |
| Kibroth Hattaava             | Núm. 11:35, 33:16-17                  |                                                                                       | Rueis el-Ebeirig: 723–724 |
| Hazeroth                     | Nú. 11:35, 12:16, 33:17–18            | Miriam está afligida con una enfermedad de la piel                                    | 'Ain el-Khudra: 723–724 |
| Rithmah                      | Nú. 33:18–19                          |                                                                                       | Wadi el-Rutmi: 724 |
| Rimmon-Perez                 | Núm. 33:19–20                         |                                                                                       | Rarra Rarmun: 725 |
| Libnah                       | Núm. 33:20–21                         |                                                                                       | O bien Wadi el-Beidha o Jebel Libni: 725 |
| Rissah                       | Núm. 33:21–22                         |                                                                                       | Jebel Ruisset el-Negin: 725 |
| Kehelathah                   | Núm. 33:22-23                         |                                                                                       | Posiblemente Kuntillet Ajrud: 725 |
| Monte Shapher                | Núm. 33:23-24                         |                                                                                       | Jebel el-Shereif: 726 |
| Haradah                      | Nú. 33:24–25                          |                                                                                       | Posiblemente Ras el-Khorasha: 726 |
| Makheloth                    | Nú. 33:25–26                          |                                                                                       | Quizás un doblete de Kehelathah (véase más arriba) |
| Tahath                       | Nú. 33:26–27                          |                                                                                       | |
| Terah                        | Nú. 33:27–28                          |                                                                                       | Posiblemente Tara umm Haluf o Jebel Taret um-Basis: 726 |
| Mithcah                      | Nú. 33:28–29                          |                                                                                       | |
| Hashmonah                    | Nú. 33:29–30                          |                                                                                       | Posiblemente Qeseimeh, cerca de Wadi el-Hashmim: 726 |
| Moseroth                     | Nú. 33:30–31; Dt. 10:6                | Lugar de sepultura de Aarón según Deuteronomio                                        | Bir al-Hafir: 726 |
| Bene-Jaakan                  | Nú. 33:31–32                          |                                                                                       | Birein cerca de Nabateo Nitzana: 727 |
| Hor Haggidgad                | Núm. 33:32–33                         |                                                                                       | Wadi Hadahad: 727 |
| Jotbathah                    | Núm. 33:33–34                         |                                                                                       | O bien Taba, en la frontera entre Israel y Jordania (a pocos kilómetros al norte del Parque de Timna), o bien Tabeh, en el paso fronterizo entre Egipto e Israel al sur de Elath: 727 |
| Abronah                      | Números 33:34–35                      |                                                                                       | 'Ain ed-Defiyeh: 727 |
| Ezion-Geber                  | Núm. 33:35-36                         |                                                                                       | Tell el-Kheleifeh |
| Kadesh                       | Números 20:1,22, 33:36–37             | Situado en el desierto de Zin; lugar de enterramiento de Miriam                       | Tell el-Qudeirat |
| Monte Hor                    | Números 20:22, 21:4, 33:37–41         | En la frontera de Edom; lugar de sepultura de Aarón según Números                     | Posiblemente Ras el-Khorasha: 729 |
| Zalmonah                     | Núm. 33:41–42                         |                                                                                       | 'Ain es-Salamani: 730 |
| Punon                        | Núm. 33:42–43                         |                                                                                       | Khirbat Faynan |
| Oboth                        | Nu. 21:10–11, 33:43–44                |                                                                                       | O bien 'Ain el-Weiba o Khirbet Ghweibah: 730–731 |
| Iye Abarim                   | Núm. 21:11, 33:44–45                  | En la frontera de Moab                                                                | Las propuestas incluyen 'Ayna (a lo largo de la Carretera del Rey al norte de Wadi al-Hasa) o un lugar al sur de Wadi al-Hasa: 731                                                    |
| Dibón Gad                    | Núm. 33:45–46                         |                                                                                       | Dhiban, Jordania |
| Almon Diblathaim             | Núm. 33:46–47                         |                                                                                       | O bien Khirbet Deleilat esh-Sherqiyeh o Nitl: 732 |
| Montañas de Abarim           | Núm. 33:47–48                         | Los israelitas acamparon cerca del Monte Nebo                                         | La cordillera occidental de Moab, con vistas a las llanuras de Moab en el valle del Jordán: 732                                                                                       |
| Llanuras de Moab             | Núm. 22:1, 33:48–50                   | Los israelitas acamparon a lo largo del río Jordán desde Bet-jesimot hasta Abel-Sitim | Valle del Jordán inferior, entre Sweimeh y Tell el-Hammam, Jordania |